# Filippo di Borbone-Due Sicilie
Filippo di Borbone-Due Sicilie (nome completo: Filippo Maria Alfonso Antonio Ferdinando Francisco di Paola Lodovico Enrico Alberto Taddeo Francesco Saverio Uberto; Cannes, 10 dicembre 1885 – Saint John, 9 marzo 1949) è stato un principe di Borbone delle Due Sicilie.

## Biografia

### Infanzia
Il principe Filippo era il decimo figlio del principe Alfonso, conte di Caserta e di sua moglie la principessa Maria Antonietta delle Due Sicilie.

### Primo matrimonio
Filippo si sposò una prima volta con la principessa Maria Luisa d'Orléans, figlia maggiore del principe Emanuele d'Orléans, duca di Vendôme e di sua moglie la principessa Enrichetta del Belgio, il 12 gennaio 1916 a Neuilly-sur-Seine. La coppia ebbe un solo figlio prima del loro divorzio nel 1925.

### Secondo matrimonio
Filippo si sposò una seconda volta con Odette Labori il 10 gennaio 1927 a Parigi. Filippo ed Odette non ebbero figli.

## Discendenza
Filippo e la principessa Maria Luisa d'Orléans ebbero:
- il principe Gaetano Maria Alfonso Enrico Paolo di Borbone-Due Sicilie (Cannes, 16 aprile 1917 - Harare, 27 dicembre 1984)

∞ Olivia Yarrow (Dumfries, 16 luglio 1917 - Harare, 24 maggio 1987) 16 febbraio 1946 a Paddington
- Adrian Philip de Bourbon (nato il 7 aprile 1948 a Warrington)

∞ Linda Idensohn (nata il 3 febbraio 1950 a Salisbury) 20 marzo 1976 a Salisbury
- Philippe Charles de Bourbon (nato il 5 maggio 1977 ad Harare)
- Michelle Laura de Bourbon (nata il 12 febbraio 1979 ad Harare)

- Gregory Peter de Bourbon (nato il 2 gennaio 1950 a Warrington)

∞ Maureen Powell (nata il 19 aprile 1951 a Bulawayo) 15 maggio 1971 a Rusape
- Christian Peter de Bourbon (nato l'11 aprile 1974 a Vancouver)
- Raymond de Bourbon (nato l'8 novembre 1978 in Harare)

∞ Carrie Anne Thornley (nata il 2 febbraio 1945 a Cessnock) 30 agosto 1986 a Brisbane

## Ascendenza
|                                                    |                               |                                      | Genitori                              |  |  | Nonni |  |  | Bisnonni                      |  |  | Trisnonni                      |  |
|                                                    |                               |                                      |                                       |  |  |       |  |  | Francesco I delle Due Sicilie |  |  | Ferdinando I delle Due Sicilie |  |
|                                                    |                               |                                      |                                       |  |  |       |  |  | Francesco I delle Due Sicilie |  |  | Ferdinando I delle Due Sicilie |  |
|                                                    |                               | Maria Carolina d'Asburgo-Lorena      |                                       |  |  |       |  |  | Francesco I delle Due Sicilie |  |  |                                |  |
| Ferdinando II delle Due Sicilie                    |                               |                                      |                                       |  |  |       |  |  | Francesco I delle Due Sicilie |  |  |                                |  |
|                                                    |                               | Maria Isabella di Borbone-Spagna     | Carlo IV di Spagna                    |  |  |       |  |  |                               |  |  |                                |  |
|                                                    |                               | Maria Isabella di Borbone-Spagna     | Carlo IV di Spagna                    |  |  |       |  |  |                               |  |  |                                |  |
|                                                    |                               | Maria Isabella di Borbone-Spagna     | Maria Luisa di Borbone-Parma          |  |  |       |  |  |                               |  |  |                                |  |
| Alfonso di Borbone-Due Sicilie, conte di Caserta   |                               | Maria Isabella di Borbone-Spagna     |                                       |  |  |       |  |  |                               |  |  |                                |  |
|                                                    |                               | Carlo d'Asburgo-Teschen              | Leopoldo II d'Asburgo-Lorena          |  |  |       |  |  |                               |  |  |                                |  |
|                                                    |                               | Carlo d'Asburgo-Teschen              | Leopoldo II d'Asburgo-Lorena          |  |  |       |  |  |                               |  |  |                                |  |
|                                                    |                               | Carlo d'Asburgo-Teschen              | Maria Luisa di Borbone-Spagna         |  |  |       |  |  |                               |  |  |                                |  |
| Maria Teresa d'Asburgo-Teschen                     |                               | Carlo d'Asburgo-Teschen              |                                       |  |  |       |  |  |                               |  |  |                                |  |
|                                                    |                               | Enrichetta di Nassau-Weilburg        | Federico Guglielmo di Nassau-Weilburg |  |  |       |  |  |                               |  |  |                                |  |
|                                                    |                               | Enrichetta di Nassau-Weilburg        | Federico Guglielmo di Nassau-Weilburg |  |  |       |  |  |                               |  |  |                                |  |
|                                                    |                               | Enrichetta di Nassau-Weilburg        | Luisa Isabella di Kirchberg           |  |  |       |  |  |                               |  |  |                                |  |
| Principe Filippo di Borbone-Due Sicilie            |                               | Enrichetta di Nassau-Weilburg        |                                       |  |  |       |  |  |                               |  |  |                                |  |
|                                                    | Francesco I delle Due Sicilie | Ferdinando I delle Due Sicilie       |                                       |  |  |       |  |  |                               |  |  |                                |  |
|                                                    | Francesco I delle Due Sicilie | Ferdinando I delle Due Sicilie       |                                       |  |  |       |  |  |                               |  |  |                                |  |
|                                                    | Francesco I delle Due Sicilie | Maria Carolina d'Asburgo-Lorena      |                                       |  |  |       |  |  |                               |  |  |                                |  |
| Francesco di Borbone-Due Sicilie, conte di Trapani | Francesco I delle Due Sicilie |                                      |                                       |  |  |       |  |  |                               |  |  |                                |  |
|                                                    |                               | Maria Isabella di Borbone-Spagna     | Carlo IV di Spagna                    |  |  |       |  |  |                               |  |  |                                |  |
|                                                    |                               | Maria Isabella di Borbone-Spagna     | Carlo IV di Spagna                    |  |  |       |  |  |                               |  |  |                                |  |
|                                                    |                               | Maria Isabella di Borbone-Spagna     | Maria Luisa di Borbone-Parma          |  |  |       |  |  |                               |  |  |                                |  |
| Maria Antonietta di Borbone-Due Sicilie            |                               | Maria Isabella di Borbone-Spagna     |                                       |  |  |       |  |  |                               |  |  |                                |  |
|                                                    |                               | Leopoldo II di Toscana               | Ferdinando III di Toscana             |  |  |       |  |  |                               |  |  |                                |  |
|                                                    |                               | Leopoldo II di Toscana               | Ferdinando III di Toscana             |  |  |       |  |  |                               |  |  |                                |  |
|                                                    |                               | Leopoldo II di Toscana               | Luisa Maria Amalia di Borbone-Napoli  |  |  |       |  |  |                               |  |  |                                |  |
| Maria Isabella d'Asburgo-Lorena                    |                               | Leopoldo II di Toscana               |                                       |  |  |       |  |  |                               |  |  |                                |  |
|                                                    |                               | Maria Antonia di Borbone-Due Sicilie | Francesco I delle Due Sicilie         |  |  |       |  |  |                               |  |  |                                |  |
|                                                    |                               | Maria Antonia di Borbone-Due Sicilie | Francesco I delle Due Sicilie         |  |  |       |  |  |                               |  |  |                                |  |
|                                                    |                               | Maria Antonia di Borbone-Due Sicilie | Maria Isabella di Borbone-Spagna      |  |  |       |  |  |                               |  |  |                                |  |
|                                                    |                               | Maria Antonia di Borbone-Due Sicilie |                                       |  |  |       |  |  |                               |  |  |                                |  |